# 先創語言與非先創語言
先創語言(A priori (languages))與非先創語言(A posteriori (languages))是指稱人造語言單詞來源的用語，可做為人造語言的一種分類法。先創語言和非先創語言的概念彼此對立。
在辨別一個語言是先創語言或非先創語言方面，先創與非先創特性的出頻率和分佈常常是關鍵。

## 先創語言
先創語言(英語：a priori language)指其單詞非基於任何已存語言的人造語言。
像Ro語、米拉德語(Mirad)、索来索语、克林貢語和納美語等，皆為先創語言的例子。
若以某些語言做為來源語言的話，則該來源語言的母語使用者在學習藉此所造出的語言時，可能會因此具有學習上的優勢。故有些人便以先創語言的原則設計其国际辅助语，以消除此方面的不公平。
一些語言藉由分類其辭彙，以表達某種哲學理念，或讓使用者較容易記憶新單字。這類語言又被稱作「哲學語言」或「分類語言」。

## 非先創語言
非先創語言(英語：a posteriori language)則指其單詞主要基於一些已知語言的人造語言。
非先創語言可再分成三個子類：
- 簡化語言，像基本英語(Basic English)和拉丁国际语(Latino sine flexione)皆為其例。
- 似自然語言(Naturalistic languages)，這類語言常常以某類自然語言為藍本創制(最常被用作藍本的是拉丁語和羅曼語族語言)。像西方語(Occidental language)和國際語(Interlingua)皆為其例。
- 自架構語言(Autonomous/schematic languages)，此類語言的語法是先創的，然其單字是非先創的。像世界語和沃拉普克语等皆為其例。